# エドゥアルト・シュトラウス (1955-)
エドゥアルト・シュトラウス（ドイツ語: Eduard Strauss, 1955年4月21日 - ）は、オーストリアの最高裁判所の判事。ウィンナ・ワルツで有名なシュトラウス家の現当主で、エドゥアルト・シュトラウス2世の息子である。一族内では音楽家にしか何代目と称することは認められていないが、しばしば「エドゥアルト・シュトラウス3世」とも呼ばれる。

## 半生
1955年4月21日、ウィーンで誕生した。指揮者として活躍していた父親のエドゥアルト・シュトラウス2世の影響もあって、音楽に深い関心を寄せるようになった。しかしエドゥアルトは次の理由で、音楽家ではない別の職業を選択することに決めた。
10歳の時に、先祖であるヨハン・シュトラウス2世やヨーゼフ・シュトラウス、ヨハン・シュトラウス3世なども通ったショッテン・ギムナジウムに入学。その後、1973年10月から1978年12月までウィーン大学法学部に在学し、1979年2月1日に法学博士となった。1982年10月1日からウィーナー・ノイシュタット地方裁判所にて判事を務める。
1969年、14歳だった時に父エドゥアルト2世が59歳で急死した。父の死によってシュトラウス家の現役の音楽家はいなくなったが、エドゥアルトは音楽一家としての伝統を一定の形で維持しようと考えた。1983年、イギリスのBBCラジオ第二放送のコンサート番組「シュトラウスと友人たちのウィーン」に、ラジオ司会者として出演。1989年には「ウィーン・シュトラウス研究所（Wiener Institut fur Strauss-Forschung、略称WISF）」を創設し、裁判官としての職務のかたわらで一家やその作品についての研究を行い、国内外での講演活動も行っている。
また、1975年には求められてウィーン男声合唱協会（かつてシュトラウス2世がワルツ『美しく青きドナウ』を献呈した団体）に加入し、1995年からは「スコラ・カントルム合唱団（Chorvereinigung Schola Cantorum）」にも所属している。音楽との一定の関わりは保っているものの、エドゥアルトは以前からプロの音楽家にはならないと公言している。『クラシカル・ミュージック』のインタビューに次のように答えたこともある。
| 「 | エドゥアルト・シュトラウスと呼ばれてウィーンに住むこと、このプレッシャーはご想像を超えるものです。（1983年12月24日、ロンドンにて） | 」 |

## 家族
1986年9月12日、薬剤師のスザンヌ・シャルロッテ（旧姓キーナスト）と結婚し、男子2人を儲けている。
- ミヒャエル・ヨハン（1988年7月28日 - 2012年7月5日、白血病を発症し死去）
- トーマス（1990年1月24日）

## その他
- シュトラウス家の子孫であることを非常に誇りに思っており、自宅には「ワルツ王」ヨハン・シュトラウス2世の胸像や一族の貴重な写真など、ファミリーにまつわる多くのグッズが飾られている。なお、ファミリーの音楽家の中ではヨーゼフ・シュトラウスが最も好きであると語っている。
- 両親がウィーン音楽アカデミー出身であることから、エドゥアルト自身もウィーン音楽アカデミー仕込みのピアノの腕前を有している。
- NHK『名曲アルバム』で放映されたワルツ『ウィーンのボンボン』の映像に夫婦で登場している。
- オーストリア法学協会の副会長であり、法律家の舞踏会の企画・開催に携わっている[5]。